# آباکوس
آباکوس اف ای اِی (به انگلیسی: ABAQUS FEA) که پیشتر ABAQUS نامیده می‌شد، یک مجموعه نرم‌افزاری برای تحلیل اجزا محدود و مهندسی به کمک کامپیوتر است که در ابتدا در سال ۱۹۷۸ منتشر شد. نام و لوگوی این نرم‌افزار از Abaqus در زبان انگلیسی به معنای چرتکه گرفته شده‌است. مجموعه محصولات Abaqus از پنج نرم‌افزار اصلی تشکیل شده‌است:
1. Abaqus/CAE یا "Complete Abaqus Environment" (که با Computer-Aided Engineering به معنای مهندسی به کمک کامپیوتر نیز ایهام دارد). این محصول یک نرم‌افزار کاربردی است که هم برای مدل‌سازی و تجزیه و تحلیل اجزا و مجموعه‌های مکانیکی (پیش پردازش) و هم برای تجسم نتایج تحلیل اجزا محدود استفاده می‌شود. زیرمجموعه‌ای از Abaqus/CAE که فقط ماژول پس پردازش را شامل می‌شود، می‌تواند به‌طور مستقل در محصول Abaqus/Viewer راه‌اندازی شود.
2. Abaqus/Standard، یک تحلیلگر اجزا محدود همه منظوره است که از طرح انتگرال ضمنی (implicit integration scheme) (سنتی) استفاده می‌کند.
3. Abaqus/Explicit، یک تحلیلگر اجزا محدود کاربرد-خاص است که از طرح انتگرال صریح (explicit integration scheme) برای حل سیستم‌های بسیار غیرخطی با بسیاری از تماس‌های پیچیده تحت بارهای گذرا، استفاده می‌کند.
4. Abaqus/CFD، یک برنامه نرم‌افزاری دینامیک سیالات محاسباتی (Computational Fluid Dynamics) است که که قابلیت‌های دینامیک سیالات محاسباتی پیشرفته‌ای را فراهم می‌کند و دارای پشتیبانی گسترده برای پیش‌پردازش و پس‌پردازش می‌باشد که در Abaqus/CAE ارائه می‌شود.[۶]
5. Abaqus/Electromagnetic، یک نرم‌افزار محاسباتی الکترومغناطیسی است که مسائل الکترومغناطیسی محاسباتی پیشرفته را حل می‌کند.

محصولات Abaqus از زبان برنامه‌نویسی منبع-باز Python برای اسکریپت نویسی و سفارشی‌سازی استفاده می‌کنند. Abaqus/CAE از fox-toolkit برای توسعه رابط کاربری گرافیکی استفاده می‌کند.
یکی از مهم‌ترین قابلیت‌های نرم‌افزار آباکوس نسبت به سایر نرم‌افزارهای اجزای محدود موجود، امکان تغییر و اضافه کردن به امکانات و کتابخانه‌های نرم‌افزار است. قابلیتی تحت عنوان «ساب روتین» نویسی که ابزاری بسیار قدرتمند برای کاربران حرفه‌ای می‌باشد. ساب روتین در واقع یک مجموعه کد است که توسط کاربر با استفاده از زبان برنامه‌نویسی فرترن برای کاربرد خاصی نوشته می‌شود. با استفاده از این قابلیت می‌توان مواردی نظیر تعریف مدل‌های رفتاری جدید، انجام بارگذاری‌های خاص و… را انجام داد.

## تاریخچه
در اولین عرضه آن، نام Abaqus به صورت ABAQUS (با حروف بزرگ) نوشته می‌شد. تاریخچه اولیه ABAQUS ارتباط تنگاتنگی با تاریخچه اولیه شرکت تحقیقاتی آنالیز MARC دارد. دکتر دیوید هیبیت، دکتر بنگت کارلسون و دکتر پل سورنسن شرکتی را که بعداً به نام Hibbitt, Karlsson & Sorensen, Inc (به اختصار HKS) شناخته شد در ژانویه ۱۹۷۸ برای توسعه و بازاریابی نرم‌افزار ABAQUS تأسیس کردند. هیبیت و سورنسن در حین اتمام دوره دکتری خود در دانشگاه براون با یکدیگر ملاقات کرده بودند، در حالی که کارلسون در سمت خود به عنوان یک تحلیلگر پشتیبانی در یک مرکز داده در استکهلم با آن دو روبرو شد.
ABAQUS نسخه ۱ برای یک مشتری خاص ایجاد شد - شرکت Westinghouse Hanford که از نرم‌افزار برای تجزیه و تحلیل مجموعه‌های میله سوخت هسته‌ای استفاده می‌کرد. ABAQUS نسخه ۳ در ژوئن ۱۹۷۹ منتشر شد. در روزهای اولیه، ABAQUS اساساً برای تجزیه و تحلیل استاتیکی و دینامیکی غیرخطی سازه‌ها و تجزیه و تحلیل غیرخطی ثابت و گذرا مشکلات انتقال حرارت یا هدایت طراحی شده بود. در ابتدا از طریق سرویس Cybernet CDC توزیع شد. اولین نسخه موازی ABAQUS، نسخه ۵٫۴، در سال ۱۹۹۵ در دسترس کاربران قرار گرفت.
محصول اصلی، که در نهایت به نام ABAQUS/Standard شناخته می‌شود که یک حل‌کننده اجزا محدود ضمنی است، با بسته‌های نرم‌افزار دیگری از جمله ABAQUS/Explicit، یک بسته تحلیل صریح دینامیک که در سال ۱۹۹۲ منتشر شد، و ABAQUS/CAE، که یک بسته پیش و پس پردازش اجزا محدود بود، در سال ۱۹۹۹ عرضه شد. در سال ۱۹۹۲ اولین نسخه رسمی ABAQUS/Explicit به صورت دستی به دانشگاه MIT تحویل داده شد. بعداً، نام شرکت در اواخر سال ۲۰۰۲ به ABAQUS, Inc تغییر یافت تا نشان دهنده تمرکز شرکت بر روی این خط تولید باشد. سپس، در اکتبر ۲۰۰۵، این شرکت با ۵۲۵ کارمند خود توسط داسو سیستمز به مبلغ ۴۱۳ میلیون دلار یا حدود چهار برابر درآمد سالانه شرکت که تقریباً ۱۰۰ میلیون دلار بود، خریداری شد. پس از آن، ABAQUS, Inc. بخشی از Dassault Systèmes Simulia Corp شد.
دفتر مرکزی این شرکت تا سال ۲۰۱۴ در پراویدنس، رود آیلند واقع شده بود. از سال ۲۰۱۴، دفتر مرکزی شرکت در جانستون، رود آیلند، ایالات متحده واقع شده‌است.

## مبانی نرم‌افزار آباکوس
یک تحلیل کامل در برنامه آباکوس معمولاً از سه مرحله تشکیل شده‌است:
1. مرحله پیش پردازش
2. مرحله پردازش
3. مرحله پس پردازش

انواع پردازش در آباکوس به سه مرحله مطابق شکل زیر به وسیله تعدادی فایل با یکدیگر ارتباط دارند.

### مرحله پیش پردازش اولیه (Abaqus/CAE)
در این مرحله شما باید مدل مسئله را ساخته و یک فایل ورودی آباکوس ایجاد کنید. مدل را معمولاً می‌توان به صورت گرافیکی با استفاده از ABAQUS/CAE یا سایر پیش پردازنده‌ها ایجاد کرد یا می‌توان فایل ورودی آباکوس را با استفاده از یک ویرایشگر متن مثل Notepad ساخت.

### مرحله پردازش (Abaqus Standard/Explicit)
پردازش که معمولاً به صورت یک روند در پس زمینه اجرا می‌شود، مرحله‌ای است که در آن آباکوس استاندارد یا صریح مسئله عددی را که در مدل تعریف شده حل می‌کند. مثال‌هایی از خروجی تحلیل تنش عبارت است از تغییرمکان‌ها و تنش‌هایی که در فایل‌های باینری ذخیره می‌شود و برای مرحله پس از پردازش مورد استفاده قرار می‌گیرد. بسته به پیچیدگی مسئله‌ای که باید تحلیل شود و قدرت رایانه‌ای که تحلیل را انجام می‌دهد، زمان تحلیل می‌تواند بین چند ثانیه تا چند روز طول بکشد.

### مرحله پس پردازش (Abaqus/Viewer)
ارزیابی نتایج را می‌توان بعد از اتمام مرحله پردازش یعنی وقتی که تنش‌ها تغییرمکان‌ها و سایر متغیرهای اساسی محاسبه شده‌اند انجام داد. ارزیابی معمولاً با استفاده از مدول بصری یا سایر پس‌پردازنده‌ها انجام می‌شود. مدول بصری داده‌های فایل خروجی باینری را می‌خواند و گزینه‌های متفاوتی مانند کانتورهای رنگی، انیمیشن، فرم تغییرشکل یافته یا نمایش داده‌ها به صورت نمودار برای نمایش نتایج دارد.

### نرم‌افزارهای مجموعه آباکوس
زمانی که شما نرم‌افزار آباکوس را نصب می‌کنید، مجموعه ای از نرم‌افزارها بر روی سیستم شما نصب می‌شوند. مهم‌ترین این نرم‌افزارها عبارتند از: abaqus/cae, abaqus/viewer و ababqus/command. در ادامه هر یک از این محیط‌ها معرفی شده‌اند.

#### نرم‌افزار abaqus/cae
این نرم‌افزار اصلی‌ترین نرم‌افزار مجموعه آباکوس است. عبارت cae در نام آن مخفف Complete Abaqus Environment است. این نرم‌افزار رابط گرافیکی آباکوس است که به شما اجازه می‌دهد تا مدل‌سازی خود را در یک محیط visual انجام دهید. داشتن محیط گرافیکی سبب تسریع در فرایند مدل‌سازی و آسانی کار با آباکوس می‌شود. این نرم‌افزار دارای ۹ محیط است که اصطلاحاً به هر یک ماژول (module) گفته می‌شود. زمانی که کاربر از یک ماژول به ماژول دیگر می‌رود، menu bar موجود در بالای صفحه نرم‌افزار عوض می‌شود و این امر به این معنی است که برخی از تنظیمات تنها در یک ماژول خاص قابل انجام است. در ادامه نام هر یک از این ماژول‌ها به همراه توضیح کوتاهی از کارکرد هر یک آورده شده‌است.

#### ماژول پارت (part)
در این ماژول شما می‌توانید قطعاتی که می‌خواهید مورد تحلیل قرار دهید را طراحی نمایید. البته ابزارهای موجود در این ماژول برای طراحی قطعات به گستردگی ابزارهای موجود در نرم‌افزارهای کتیا و سالیدورکس نمی‌باشد و در صورتی که شما نتوانید قطعه مورد نظر خود را در ماژول پارت آباکوس طراحی کنید، برای اینکار باید از کتیا یا سالیدورکس استفاده کنید و سپس فایل مجموعه مونتاژی (assembly) که می‌خواهید تحلیل کنید را به داخل آباکوس ایمپورت کنید.

#### ماژول پراپرتی (property)
در این ماژول شما می‌توانید موادی که قطعات مورد تحلیل از آن‌ها ساخته شده‌اند را تعریف نماید. آباکوس فاقد کتابخانه مواد است و به همین جهت شما خود باید ثوابت فیزیکی مواد موردنظر را وارد نمایید. همچنین در این ماژول شما باید از ماده تعریف شده سکشن (section) ایجاد کنید و سپس آن را به پارت مربوط اختصاص دهید. تعریف پروفیل مقطع (profile) برای المان‌های تیر (beam) و تعریف دستگاه مختصات محلی برای موادی که آیزوتروپیک (isotopic) نیستند هم باید در این ماژول انجام شود.

#### ماژول اسمبلی (assembly)
در این ماژول شما می‌توانید قطعاتی که در ماژول پارت طراحی شده‌اند را بر روی هم مونتاژ کنید. برای اینکار ابزارهایی در این ماژول تعبیه شده‌اند. در حقیقت در این ماژول، شما وضعیت اولیه سیستم پیش از بارگذاری یا پیش از اعمال شرایط اولیه را مشخص می‌کنید.

#### ماژول استپ (step)
در این ماژول، شما نوع تحلیل یا تحلیل‌هایی که باید بر روی مجموعه مونتاژی انجام شود را تعیین می‌کنید. این کار با تعریف استپ یا استپ‌هایی انجام می‌شود. استپ‌های موجود در آباکوس به دو دسته کلی تقسیم می‌شوند: استپ‌هایی که تحلیل‌های خطی را انجام می‌دهند و استپ‌هایی که تحلیل‌های غیرخطی را انجام می‌دهند. شما با انتخاب استپ، در حقیقت حلگر مدل خود را تعیین می‌کنید. حلگر تمام استپ‌های خطی، abaqus/standard است و تعداد استپ‌هایی که حلگر آن‌ها abaqus/standard است، به مراتب بیشتر از تعداد استپ‌هایی است که حلگر آن‌ها abaqus/explicit است. یک تحلیل می‌تواند شامل یک استپ یا بیشتر باشد. نوع مسئله و استراتژی مدل‌سازی، تعیین‌کننده تعداد استپ‌ها است. همچنین در این ماژول شما باید خروجی‌های مدل را تعیین کنید. در آباکوس دو نوع خروجی قابل تعریف است: field output و history output. در این ماژول شما می‌توانید تنظیمات مرتبط با حل‌گرهای غیرخطی آباکوس را تغییر دهید یا قابلیت مرتبط با sequential analysis یا تکنیک ALE را فعال نماید.
در آباکوس برخلاف فیزیک (که از نیرو به تنش و سپس به کرنش می‌رسیم) با محاسبه شتاب گره‌ها و مشتق‌گیری به سرعت و از سرعت به جابجایی و از جابجایی به کرنش و از کرنش به تنش و نیرو می‌رسیم. تفاوت تحلیل explicit و implicit در نحوه محاسبه شتاب گره‌ها است.

#### ماژول اینتراکشن (interaction)
در این ماژول، شما می‌توانید اندرکنش‌ها (مانند تماس)، فیزیک حاکم بر اندرکنش‌ها (مانند با اصطکاک یا بدون اصطکاک بودن) و قیدهای موجود در مسئله (صلب بودن برخی از پارت‌ها) را تعریف نمایید. همچنین تعریف ترک اولیه، درز (seam) یا جرم نقطه ای در این ماژول باید انجام شود.

#### ماژول لود (load)
در این ماژول، شما باید شرایط مرزی، بارگذاری‌ها و شرایط اولیه (نظیر سرعت اولیه یا دمای اولیه) را تعریف نمایید.

#### ماژول مش (mesh)
در این ماژول، شما باید تمامی پارت‌های موجود در مجموعه مونتاژی را مش بزنید (به غیر از پارت‌های به صورت analytical rigid که احتیاجی به مش ندارند). علاوه بر این شما باید فرمولاسیون و فیزیکی که المان‌های مربوط حل می‌کنند را هم تعیین نمایید.

#### ماژول بهینه‌سازی (optimization)
این ماژول برای مسایل شامل بهینه‌سازی مورد استفاده قرار می‌گیرد. البته قابلیت‌های موجود در این ماژول گسترده نیست و در صورت نیاز به بهینه‌سازی مسئله ای که در حل مدل المان محدود آن، از آباکوس استفاده می‌شود، از روش‌های دیگری استفاده می‌شود.

#### ماژول جاب (job)
در این ماژول شما باید از مدل ایجاد شده، اصطلاحاً یک جاب یا وظیفه برای آباکوس تعریف کنید. سپس شما می‌توانید با صدور فرمان حل (اصطلاحا submit کردن جاب تعریف شده)، به آباکوس دستور دهید تا حل را آغاز کند. در این ماژول می‌توانید تعیین کنید تا چه میزان از توان سخت‌افزاری سیستم مورد استفاده (لپ تاپ، pc یا سوپر کامپیوتر) شامل RAM و cpu درگیر حل مدل شود.

#### ماژول ویژوالیزیشن (visualization)
این ماژول مخصوص مشاهده نتایج است. بسته به تنظیمات مربوط به اخذ خروجی‌ها در ماژول استپ، شما می‌توانید نتایج ثبت شده تا هر لحظه از انجام تحلیل را مشاهده کنید. این ماژول به صورت مستقل نیز در مجموعه نرم‌افزارهای آباکوس نصب می‌شود و همان abauqs/viewer است.

#### نرم‌افزار abaqus/command
استفاده ازین نرم‌افزار اختیاری است. شما با استفاده از آن نیز می‌توانید مدل ایجاد شده در محیط آباکوس cae را ران کنید. البته این بار، این کار از طریق استفاده از فایل با پسوند inp انجام می‌شود. به‌طور کلی، اصلی‌ترین مزیت حل مدل از طریق این نرم‌افزار، به هنگام حل مدل‌های همراه با ساب‌روتین است. تنها از طریق این نرم‌افزار است که خطاهای نوشتاری و دستوری موجود در فایل ساب‌روتین شما، به شما اعمال می‌شود.

## نگارخانه